# Șoseaua federală B 38
Șoseaua federală 38 din Germania, prescurtare B 38 (de la cuvântul german Bundesstraße), începe în Roßdorf și se termină la granița cu Franța (Elsass). Inițial ea a fost o șosea care lega Mannheim cu Neustadt pe vremea când Drumul Vinului (Weinstraße) era o arteră principală de circulație în Renania-Palatinat, care însă din 1766 a fost reconstruită ca drum turistic. Între anii 1840 și 1843 a fost construită o șosea (Landstraße) de ocolire la Viernheim și între anii (?) a fost construită Autostrada Imperială Frankfurt - Mannheim. Toate acestea au dus la necesitatea construirii unei șosele federale de legătură.